# Salza Irpina
Salza Irpina ist eine italienische Gemeinde im Südosten in der Region Kampanien, ca. 15 km südöstlich der Provinz-Hauptstadt Avellino mit 731 Einwohnern (Stand 31. Dezember 2023).  Der Ort ist Teil der Bergkommune Comunità Montana Terminio Cervialto. 

## Geographie
Salza liegt in der Landschaft Irpinia. Die Nachbargemeinden sind: Chiusano di San Domenico, Parolise, San Potito Ultra, Sorbo Serpico, Volturara Irpina.
Nachdem auch Salza während des großen Erdbebens vom 23. November 1980 starke Zerstörungen erleiden musste, wurden Teile des Ortes modern wieder aufgebaut. Vor der Kirche errichtete man eine Piazza, auf der jedes Jahr im September ein Fest zu Ehren der Madonna delle Neve abgehalten wird.

## Verkehr
Der westlich des Ortes gelegene Bahnhof Salza Irpina liegt an der im Personenverkehr nicht mehr betriebenen Bahnstrecke Avellino–Rocchetta Sant’Antonio.

## Sehenswürdigkeiten

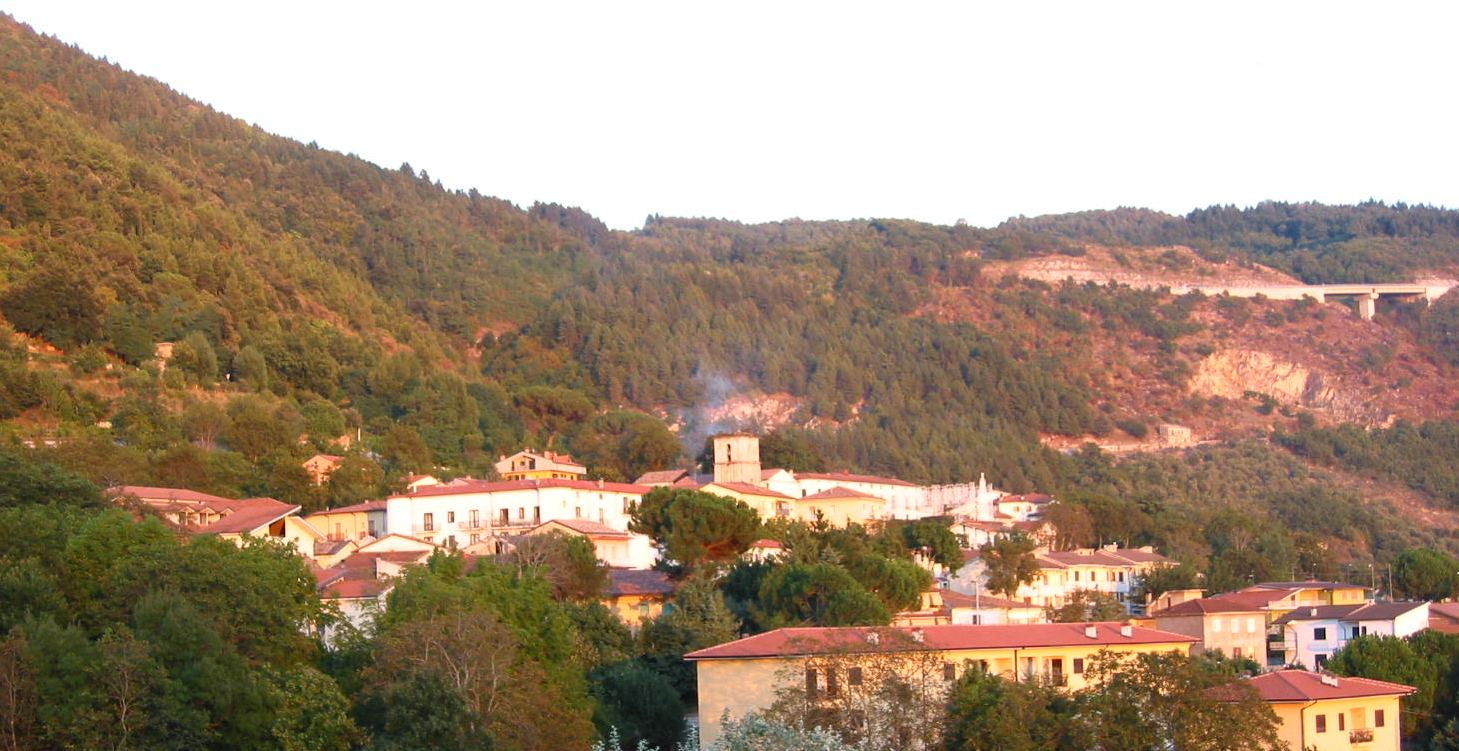
Ortsansicht von Salza

- Reste der Burg im Ortskern, heute in ein Wohnhaus integriert
- Kirche mit Barock-Ausstattung